# Abracadabra (píseň, Lady Gaga)
Abracadabra je dance-popová píseň od americké zpěvačky Lady Gaga, která vyšla v roce 2025 na albu Mayhem. Píseň je doprovázena videoklipem, který měl premiéru na 67. ročníku Ceny Grammy 2. února 2025. 
Lady Gaga s písní živě vystoupila na Saturday Night Live, The Howard Stern Show a na festivalu Coachella. Již krátce po vydání se píseň umisťovala na předních příčkách v žebříčcích, a to zejména v celé řadě zemí Evropy, přičemž v Rusku, Kazachstánu, Pobaltí a Moldavsku se umístila na první příčce. Píseň remixoval francouzský DJ Gesaffelstein.